# Securidaca atropurpurea
Securidaca atropurpurea är en jungfrulinsväxtart som beskrevs av Porphir Kiril Nicolai Stepanowitsch Turczaninow. Securidaca atropurpurea ingår i släktet Securidaca och familjen jungfrulinsväxter. Inga underarter finns listade i Catalogue of Life.